# (610) Валеска
(610) Валеска (нем. Valeska) — астероид главного пояса, который был открыт 26 сентября 1906 года немецким астрономом Максом Вольфом в Гейдельбергской обсерватории. Доподлинно неизвестно, в чью честь был назван астероид; само же его название является уменьшительной формой имён Валентина и Валерия в польском и немецком языках. Возможно, что астероид был так назван из-за его временного обозначения 1906 VK.

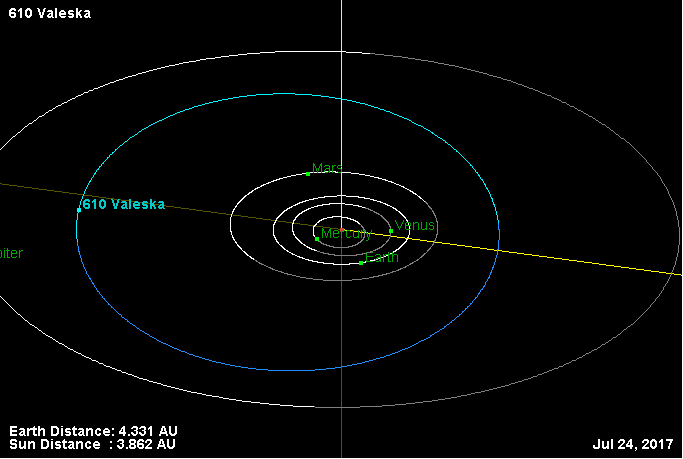
Орбита астероида Валеска и его положение в Солнечной системе

Тиссеранов параметр относительно Юпитера — 3,138.